# Tachina soror
Tachina soror là một loài ruồi trong họ Tachinidae.